# Juan Valdivia
Juan Valdivia Navarro (Segòvia, Espanya, 3 de desembre de 1965), és un músic espanyol. Ha sigut conegut per ser el guitarrista principal del grup de rock Héroes del Silencio.

## Biografia
Des de molt petit, son pare, metge de professió, li va ensenyar a tocar la bateria, però ell es va decantar per la guitarra, la qual va aprendre a tocar amb les primeres nocions del mestre Cope i de la seva germana Janet. Estant encara la família a Segòvia es compra la seva primera guitarra, que ja vivint a Saragossa canvia per una Stagg Stratocaster elèctrica.
El primer grup on va tocar va ser Autoservicio, fent versions de Tequila, Peter Frampton i Ilegales. Més tard va formar Zumo de Vidrio, amb son germà gran, Pedro, grup precursor de la futura banda, Héroes del Silencio, quan Zumo de Vidrio va canviar la seua formació, filosofia i estil, amb la incorporació del seu cantant, Enrique Bunbury.
Amb Héroes, Juan Valdivia va aconseguir la fama, primer a nivell estatal, i després per tot el món, arribant a ser la banda de l'Estat Espanyol amb més projecció dels anys noranta. Durant la carrera del grup, des de 1985 fins a 1996, van gravar nou discs, fent infinitat d'actuacions en desenes de països del món, i venent milions de discs, convertint-se Valdivia en un dels guitarristes espanyols de més prestigi pel seu estil i la seua qualitat compositiva, amb característics arpegis i acords, que formarien la sonoritat identificativa del grup, junt amb la veu característica de Bumbury.
Després de la desaparició del grup, Valdivia deixà per un temps la música i tan sols fa una col·laboració al primer disc del seu germà Gonzalo Valdivia, i la seva banda El Alquimista ("El Alquimista", 1996), tocant un tema que porta per títol Guitar session yeah!.
Durant aquests anys d'absència musical va operar-se amb èxit d'una mà, després d'un problema sorgit a l'última gira d'Heroes, el 1996.
Durant aquesta època va seguir formant-se com a músic amb estudis de piano, ja que durant la seua època a Heroes, Juan Valdivia no comptava amb estudis musicals.
El 2001 tornà en solitari amb el disc Trigonometralla, en la seua major part, instrumental, amb cinc cançons amb veu.
El 2007 va participar en la reeixida gira de reunió Héroes del Silencio Tour 2007, amb motiu de la celebració del 20 aniversari de la publicació de les seves primeres gravacions. Des d'aleshores es dedica a col·laborar amb ONGs educatives.

## Discografia

### Amb Héroes del Silencio
- El mar no cesa (1988)
- Senderos de traición (1990)
- El espíritu del vino (1993)
- Avalancha (1995)

### En solitari
- Trigonometralla (2001)